# ローランド・ラッツェンバーガー
ローランド・ラッツェンバーガー（Roland Ratzenberger, 1960年7月4日 - 1994年4月30日）は、オーストリア出身のレーシングドライバー。日本では「ラッツェンさん」の愛称で親しまれていた。ドイツ語ではローラント・ラッツェンベルガーと発音する。

## 経歴

### 少年期
実家はザルツブルクリンクへ徒歩で行けるような距離にあったが、父は保険会社の社員でモーターレーシングには全く関心が無かった。母も共働きで働いており、ラッツェンバーガーは祖母に育てられた「おばあちゃん子」であった。5歳のとき観戦したレースがきっかけで、レーシングドライバーになることを決意。その後、父の勧めで入ったエンジニアリング専攻の大学を中退してレース活動を開始した。このことで父親との関係が悪化。父は「サラリーマンだけが真面目な職業だと考えるような古いタイプの人間（ラッツェンバーガー談）」のため、レーシングドライバーは仕事ではないとレースに出始めることを猛反対する。その溝は長い間埋まらず、日本で何年かレースをして収入が得られるようになってからは、「それまでは意思疎通の一つすらなかったのが、やっと話だけはしてくれるようになった」という。それでも「レーサーというものを一過性の病気のように思っていて、30歳を過ぎれば熱も冷めるだろうぐらいに考えているようだった。でも少しは和解出来てよかったと思うよ。」と1993年に話している。

### イギリス・ドイツでの活動
1981年から2年間ジム・ラッセル・レーシングスクールでメカニックとして働いて活動資金を得て、1983年にドイツフォーミュラ・フォードでレースデビュー(1986年まで)。同郷で4つ年上のフランツ・トスト（後々のトロ・ロッソ / アルファタウリF1チーム代表）とは親友で、共に寝泊りしながらサーキットを転戦した。
1986年イギリスで行われたフォーミュラ・フォード1600・フェスティバルで優勝。1987年からイギリスF3に進出。ツーリングカーレースでもBMWのワークスチームであるシュニッツァーのレギュラードライバーになる(いずれも1988年まで)。1987年冬から1988年開幕にかけてのシーズンオフに、F1に新規参戦するドイツのリアルチームのドライバー候補に名前が挙がったが、候補に留まった。

### 日本でのレース活動
1989年、イギリスF3000参戦のかたわら、全日本スポーツプロトタイプカー耐久選手権（JSPC）にトヨタのセミワークスのサードから参戦(1992年まで)。日本でレースすることになったきっかけは、同年よりサードがトヨタのセミワークスチームとして活動することになり、イギリスのアラン・ドッキング・レーシングから推薦されたラッツェンバーガーをまずは日本でのテストに参加させることになった。オーディションを兼ねた数回のテストで好タイムを出したことでトヨタからのOKも得られた。サードの加藤眞代表からラッツェンバーガーは息子のように面倒を見てもらい、加藤が経営する浜名湖湖畔のペンションの一室で生活することになった。来日間もない彼は加藤いわく「高校生のように従順だった」という真面目さだった。ジョギングするには最高の環境の浜名湖畔で、食事も加藤と相談し魚と穀物とパスタを中心に、大量に出される野菜を毎日食べた。言葉の通じない異国の、森と泉に囲まれた環境でラッツェンバーガーはレーサーとしての力を伸ばしていった。
1990年のサードとの契約内容にはトヨタの3.5L・NAマシンの開発ドライバーを務めることが盛り込まれており、開発ドライバーとしての評価が高かったことが窺われる。この頃にはオーストリアからプロトレーナーを招いて食事を含むトータルトレーニングプログラムを毎日消化していた。
1990年は全日本F3000にも参戦するが、全戦ではなく数レースにスポット参戦。メインはJSPCと全日本ツーリングカー選手権（JTC）への参戦で、JTCにはステラインターナショナルの運営する「オートテックレーシング」の黄色いBMW・M3で参戦、1991年にはトーマス・ダニエルソンと組んでクラス優勝、1992年はステラのF3000でもチームメイトのアンドリュー・ギルバート＝スコットと組んで1勝、ランキング5位に入る。JTCでは3シーズン通算6勝を挙げる活躍を見せた。
1992年・1993年はJTCでも所属するステラインターナショナルから全日本F3000にもフル参戦。鈴鹿を得意とし、2PP、1勝を挙げるなどランキング7位と活躍。日本のレース界との関わりは深かった。

## F1
1994年に、新興チームのシムテック・フォードと5戦のみの契約（序盤4戦と日本GP）ながら念願のF1のシートを獲得した。
開幕戦のブラジルGPは惜しくも予選落ちしたが、岡山県のTIサーキット英田で行われた第2戦パシフィックGPで予選を通過。馴染み深い日本でF1デビューを果たし、11位で完走した。

ヴィルヌーヴ・コーナーがラッツェンバーガーの事故現場となる。翌日の決勝では直前のコーナーであるタンブレロにてアイルトン・セナがクラッシュし事故死するアクシデントが発生した。

しかし、続く第3戦サンマリノGPが行われたイタリアのイモラ・サーキットにおいて、4月30日の予選二日目でのタイムアタック中、ヴィルヌーヴコーナー手前でフロントウイングが脱落しコントロールを失い、マシンは310km/hでコンクリートウォールに激突した。病院に搬送されたものの、頚椎骨折、内臓破裂などでほぼ即死の状態だった。33歳没。事故の衝撃は、強度の高いカーボンモノコックに穴が開くほどのものであり、ラッツェンバーガーの体は露出していた。なお、突然ウイングが脱落した要因については、事故の直前の周に一度コースアウトしており、そのときにフロントウィングにダメージを受けていた可能性が高いと言われている。
レースウィーク中では、1982年のリカルド・パレッティ以来12年ぶりに発生した死亡事故であり、F1マシンドライブ中でも1986年のエリオ・デ・アンジェリス以来8年ぶりとなった。
ラッツェンバーガーは故郷ザルツブルグのマックスグランにある墓地に眠っている。

## 人物・エピソード
- サードの加藤眞はラッツェンバーガーのドライビングを「最初はシフト操作のまずさが課題で、彼の乗り方だと燃費も悪かったです。そこからローランドはすごく努力してどんどん良くなった。シフト操作も燃費のコントロールも完全に克服して、最終的にはトヨタに乗るドライバーの中で一番よくなりました。」と証言している[5]。また、1992年ごろから「F1に行きたい」という話をするようになっていたが、加藤は「上位チームからでなければ乗らないほうが良いとだけ助言した。でもローランドはシムテックのような下位チームのセカンドドライバーでも、大きなチャンスだと思ったんでしょうね。彼には人一倍のトレーニングと努力、そしていかにF1のチャンスを掴んでいくかという事しかなかったんですよ。彼がシムテックにF1も大事だけどトヨタで出るル・マンも大切だと言えるぐらいなら、死ぬことなんかなかったはずです。」と悔しさをにじませながら語っている[5]。
  - 加藤はラッツェンバーガーの故郷で行われた葬儀にも出席。後日、レースに反対だったラッツェンバーガーの父から丁寧な礼状が届いた。

- 加藤はこの手紙をサードチーム全員を集めて読んで聞かせた。その時には皆がラッツェンバーガーと共に戦った日々を思い出し涙が止まらなかったという[5]。
- ステラインターナショナルの福井清志代表は、「最初はローランドの方から、グループAでステラのBMW・M3に乗れるチャンスは無いか? と電話が掛かって来たんです。1回テストをしたら確かに速い。でも器用ではなかったから、アクセルを踏むか離すか、微妙なコントロールとかせずにアグレッシブに攻め続ける。最後の事故のときも、F1の新興チームで予選落ちギリギリから這い上がろうと、とにかく踏んで行ったんだと思います。」と述べている[5]。
- 事故が起きた予選終了後に行われたインタビューにおいて、後述のヴィルヌーヴやアーバイン[9]、マルティニ、クロスノフ、サロと同様に全日本F3000時代親交のあったハインツ＝ハラルド・フレンツェンとジョニー・ハーバート、最後のチームメイトとなったデビッド・ブラバム、同郷で非常に仲が良かったというゲルハルト・ベルガー（後に葬儀へも参列）、ウイリアムズのアイルトン・セナ（自身も直後の決勝レース中の事故で他界）とデイモン・ヒルらドライバーをはじめ、チーム代表のニック・ワースが哀悼の意を表している。そしてシムテックチームは「レースに全てを捧げたローランドの遺志に応えたい」として、チーム全員が喪章を腕に決勝レースへ臨んだ[10]。
- サンマリノGPの行われるイモラへは友人のJ.J.レートの運転する車で一緒に現地入りしていた。その後、ラッツェンバーガーの事故が起き、レートも決勝レーススタートで後方から追突されるなど、大きなショックを受けた週末となり、レート自身「現実を受け入れるのに時間を要したし、自分の不振にもつながったと思う」と述べている。
- 事故死の前年まで日本を主体に活動し、その期間も4年と比較的長かったことから、突然の訃報は日本国内のレース関係者やファンにも大きな衝撃を与えた。全日本F3000選手権等で対戦した星野一義は、アイルトン・セナの事故死についてコメントを求められた際、「自身としては、セナ以上にラッツェンの死がショック。去年まで同じレースで闘った仲間だから」と語っている（「オートスポーツ」誌より）。
- また日本で知り合ったジャック・ヴィルヌーヴ（1992年の全日本F3選手権に参戦）も、後年に「セナだけじゃない、ローランドのことも思い出して欲しい」「ローランドとは親友だったが、セナとは会ったことすらない。何故親友を無視して赤の他人の死を悲しまなければならないのか」等、その扱われ方の余りの違いに憤る発言をしている。

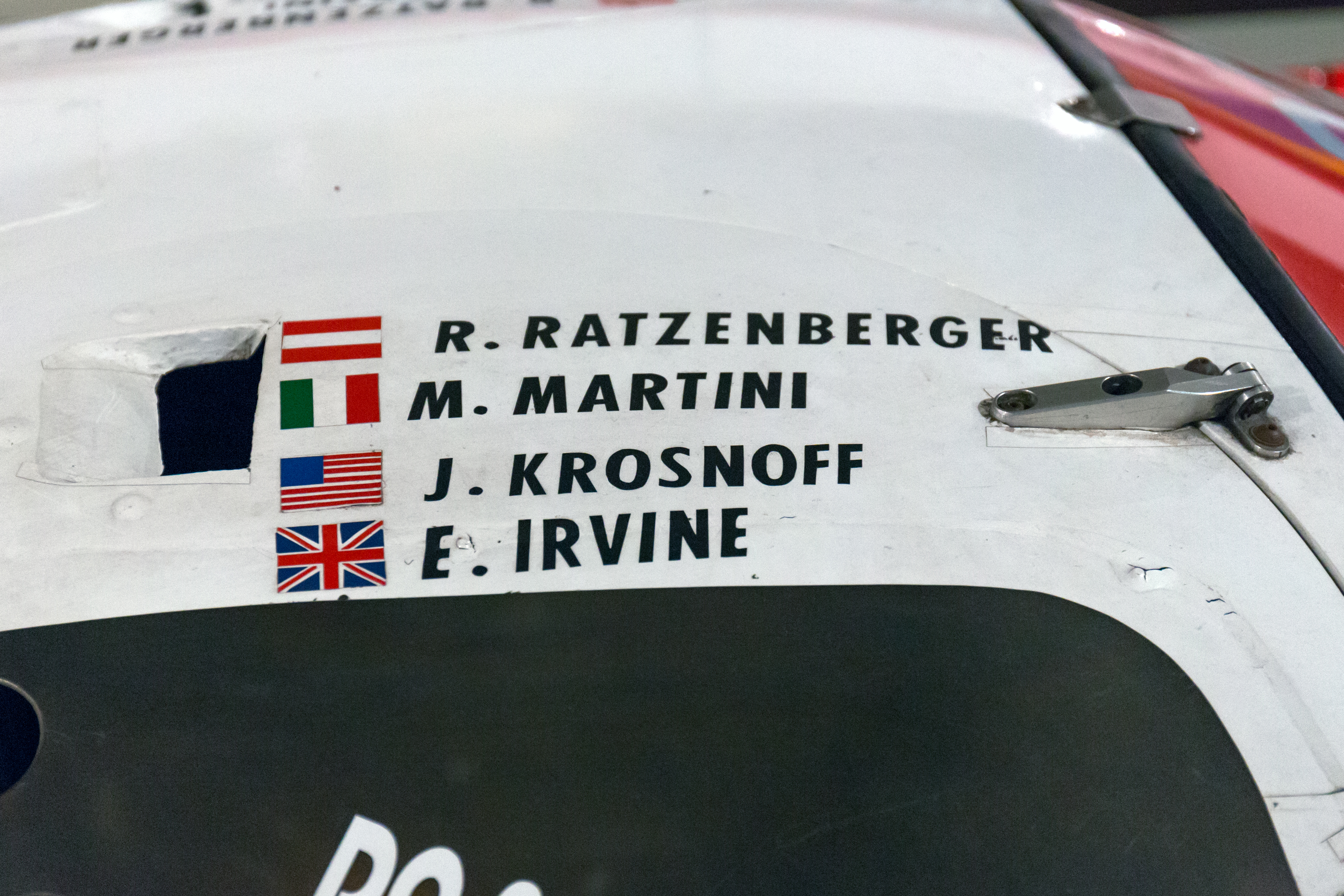
1994年のル・マンでドライブする予定であったトヨタ・94C-V。車体にはラッツェンバーガーの名がプリントされている。

- 没年となった1994年は、ル・マン24時間レースにサード・トヨタから出場する予定だった。チームは、ラッツェンバーガーの友人だったエディ・アーバインを急遽代役として起用して参戦、マシンには実際に出場したアーバイン、マウロ・マルティニ、ジェフ・クロスノフの三人の名に並び、ラッツェンバーガーの名もプリントされていた。
  - この3人はいずれもラッツェンバーガーと仲が良く、特にアーバイン、クロスノフは親友であった。そのクロスノフも、2年後に1996年のインディカー・シーズン第11戦トロントでの事故で他界し、このときには普段陽気な性格で知られるアーバインも、「いつもジェフやローランドと、六本木でバカ騒ぎするのがお決まりだった。でもローランドはもう居ない。そしてジェフももう居ないんだ」と発言している。
- ラッツェンバーガー自身はメカニックをしていた経験があり、メカニックの気持ちをよく理解していた。1994年の第2戦パシフィックGPでマシンの整備不良からクラッシュしたときに怒っていたが、決してメカニックを責めることはなかった[11]。
- 恋人のカティーシャ・アダムは1984年にミス・ケニアに輝いたモデルであり、彼女とは結婚目前だった。
- 1990年3月23日発生の村松栄紀の死亡事故に際しては、富士スピードウェイの安全性にかねて疑問を抱いていたこともあり、滞在先のイギリスから意見書を提出し、第1コーナー先のコンクリートウォールなどが取り払われるきっかけを作った。
- ミカ・サロと日本時代から大変仲が良く、サロはラッツェンバーガーから採って息子のサードネームにローランドと名付けている。

## 補足

### 1994年のF1シーズン
この年はレギュレーションの大幅改正により、開幕前から安全性に疑問の声が上がっていた。開幕前のテストではJ.J.レートが負傷し2戦を欠場、開幕戦後、ジャン・アレジも同じくテスト中の事故で負傷し、その後の2戦を欠場した。
ラッツェンバーガーの事故が起こったサンマリノGPでは、予選1日目にルーベンス・バリチェロが大クラッシュで鼻骨を骨折、決勝ではアイルトン・セナの死亡事故を含む複数の事故が発生し、呪われた週末と言われた。その後も第4戦モナコGPでのフリー走行の事故でカール・ヴェンドリンガーが意識不明の重体に陥り、モナコGP後のテストでペドロ・ラミーが事故を起こし、脚に全治1年とも言われた重傷を負った。
続くスペインGPの予選でも、ラッツェンバーガーに代わってチームに加入したアンドレア・モンテルミーニが両足を骨折する事故を起こすなど、重大事故が多発した。安全性に問題がある状況が浮き彫りになり、レギュレーションがシーズン途中で変更される事態となった。

## レース戦績

### 世界ツーリングカー選手権
| 年     | チーム         | 車両    | Div. | 1       | 2     | 3       | 4     | 5     | 6     | 7       | 8       | 9     | 10    | 11  | 順位 | ポイント |
| ------ | -------------- | ------- | ---- | ------- | ----- | ------- | ----- | ----- | ----- | ------- | ------- | ----- | ----- | --- | ---- | -------- |
| 1987年 | シュニッツァー | BMW・M3 | 2    | ITA DSQ | ESP 2 | FRA Ret | GER 3 | BEL 6 | CZE 4 | GBR Ret | MPC Ret | CPR 3 | NZL 4 | JPN | 10位 | 146      |

- 太字はポールポジション、斜字はファステストラップ。(key)

### イギリスツーリングカー選手権
| 年     | チーム                 | 車両    | クラス | 1   | 2   | 3   | 4       | 5     | 6      | 7       | 8   | 9   | 10     | 11    | 12     | 13    | DC   | ポイント | クラス 順位 |
| ------ | ---------------------- | ------- | ------ | --- | --- | --- | ------- | ----- | ------ | ------- | --- | --- | ------ | ----- | ------ | ----- | ---- | -------- | ----------- |
| 1988年 | デイモン・トゥイークス | BMW・M3 | B      | SIL | OUL | THR | DON Ret | THR 8 | SIL 16 | SIL Ret | BRH | SNE | BRH 11 | BIR C | DON 13 | SIL 9 | 13位 | 26       | 4位         |

- 太字はポールポジション、斜字はファステストラップ。(key)

### ル・マン24時間レース
| 年     | チーム                                                      | コ・ドライバー                                      | 車両           | クラス | 周回数 | 総合 順位 | クラス 順位 |
| ------ | ----------------------------------------------------------- | --------------------------------------------------- | -------------- | ------ | ------ | --------- | ----------- |
| 1989年 | ブルン・モータースポーツ アルファ・レーシング・チーム       | マウリツィオ・サンドロ・サーラ ウォルター・レヒナー | ポルシェ・962C | C1     | 58     | DNF       | DNF         |
| 1990年 | トヨタ・チーム・SARD                                        | ピエール＝アンリ・ラファネル 長坂尚樹               | トヨタ・90C-V  | C1     | 241    | DNF       | DNF         |
| 1991年 | チーム・サラミン・プライマガズ チーム・シュパン             | エイエ・エリジュ ウィル・ホイ                       | ポルシェ・962C | C2     | 202    | DNF       | DNF         |
| 1992年 | トヨタ・チーム・トムス キッツ・レーシング・チーム with SARD | エイエ・エリジュ エディー・アーバイン               | トヨタ・92C-V  | C2     | 321    | 9位       | 2位         |
| 1993年 | Y's・レーシング・チーム サード Co. Ltd.                     | マウロ・マルティニ 長坂尚樹                         | トヨタ・93C-V  | C2     | 363    | 5位       | 1位         |

### デイトナ24時間レース
| 年      | チーム       | コ・ドライバー                                             | 車両          | クラス | 周回 | 総合順位 | クラス順位 |
| ------- | ------------ | ---------------------------------------------------------- | ------------- | ------ | ---- | -------- | ---------- |
| 1992年  | チーム・0123 | ハーレイ・ヘイウッド エイエ・エリジュ スコット・ブレイトン | ポルシェ・962 | GTP    | 749  | 3位      | 2位        |
| Source: |              |                                                            |               |        |      |          |            |

### イギリス・フォーミュラ3選手権
| 年     | チーム                         | シャシー        | エンジン       | タイヤ | クラス | 1       | 2       | 3      | 4       | 5       | 6       | 7      | 8       | 9     | 10    | 11      | 12      | 13  | 14  | 15  | 16  | 17  | 18    | 19  | 順位 | ポイント |
| ------ | ------------------------------ | --------------- | -------------- | ------ | ------ | ------- | ------- | ------ | ------- | ------- | ------- | ------ | ------- | ----- | ----- | ------- | ------- | --- | --- | --- | --- | --- | ----- | --- | ---- | -------- |
| 1987年 | ウェストサリー・レーシング     | ラルト・RT31    | VW             | A      | A      | SIL C   | THR     | BRH    | SIL     | THR     | SIL 7   | BRH 15 | THR 19  | SIL 5 | ZAN 7 | DON 3   | SIL Ret | SNE | DON | OUL | SIL | BRH | SPA 3 | THR | 12位 | 10       |
| 1988年 | マジウィック・モータースポーツ | レイナード・883 | アルファロメオ | A      | A      | THR Ret | SIL Ret | THR 14 | BRH Ret | DON Ret | SIL DNS | BRH 5  | THR DNS | SIL 6 | DON 6 | SIL Ret | SNE     | OUL | SIL | BRH | SPA | THR | SIL   |     | 12位 | 4        |

- 太字はポールポジション、斜字はファステストラップ。(key)

### イギリス・フォーミュラ3000
| 年     | チーム                       | 1     | 2     | 3     | 4     | 5     | 6     | 7     | 8       | 9   | 順位 | ポイント |
| ------ | ---------------------------- | ----- | ----- | ----- | ----- | ----- | ----- | ----- | ------- | --- | ---- | -------- |
| 1989年 | スピリット・モータースポーツ | BRH 2 | THR 2 | OUL 8 | DON 1 | BRH 2 | SNE 2 | SIL 3 | OUL Ret | BRH | 3位  | 37       |

- 太字はポールポジション、斜字はファステストラップ。(key)

### 全日本F3000選手権
| 年     | エントラント            | 1       | 2       | 3       | 4       | 5       | 6      | 7       | 8      | 9       | 10      | 11      | DC   | ポイント |
| ------ | ----------------------- | ------- | ------- | ------- | ------- | ------- | ------ | ------- | ------ | ------- | ------- | ------- | ---- | -------- |
| 1990年 | Team Noji International | SUZ DNQ | FSW Ret | MIN Ret | SUZ     | SUG     | FSW    | FSW Ret | SUZ 15 | FSW DNQ | SUZ     |         | NC   | 0        |
| 1992年 | キグナスTONEN ステラ    | SUZ DNQ | FSW 13  | MIN 3   | SUZ Ret | AUT Ret | SUG 4  | FSW Ret | FSW 4  | SUZ 1   | FSW 25† | SUZ Ret | 7位  | 19       |
| 1993年 | キグナスTONEN ステラ    | SUZ Ret | FSW 10  | MIN Ret | SUZ 6   | AUT C   | SUG 16 | FSW C   | FSW 3  | SUZ 6   | FSW 14  | SUZ 7   | 12位 | 6        |

- 太字はポールポジション、斜字はファステストラップ。(key)
- † : リタイアだが、90%以上の距離を走行したため規定により完走扱い。

### 全日本ツーリングカー選手権
| 年     | チーム           | 車両    | クラス | 1     | 2     | 3     | 4     | 5     | 6     | 7     | 8       | クラス 順位 | 総合 順位 | ポイント |
| ------ | ---------------- | ------- | ------ | ----- | ----- | ----- | ----- | ----- | ----- | ----- | ------- | ----------- | --------- | -------- |
| 1990年 | Auto Tech Racing | BMW・M3 | JTC-2  | NIS 9 | SUG 2 | SUZ 1 | TSU 1 | SEN 2 | FSW 4 |       |         | 1位         | 7位       | 98       |
| 1991年 | Auto Tech Racing | BMW・M3 | JTC-2  | SUG 3 | SUZ 1 | TSU 3 | SEN 1 | AUT 1 | FSW 2 |       |         | 1位         | 7位       | 125      |
| 1992年 | Auto Tech Racing | BMW・M3 | JTC-2  | AID 7 | AUT 2 | SUG 3 | SUZ 2 | MIN 2 | TSU 5 | SEN 1 | FSW Ret | 5位         | -         | 85       |

- 太字はポールポジション、斜字はファステストラップ。(key)
- 1990年の開幕戦は、2クラスの出場台数が少なかった為、スカイラインGT-RやフォードシエラRS500のクラス1に統合されて行われた。

### F1
| 年     | エントラント | シャシー | エンジン    | タイヤ | 1       | 2      | 3       | 4   | 5   | 6   | 7   | 8   | 9   | 10  | 11  | 12  | 13  | 14  | 15  | 16  | WDC | ポイント |
| ------ | ------------ | -------- | ----------- | ------ | ------- | ------ | ------- | --- | --- | --- | --- | --- | --- | --- | --- | --- | --- | --- | --- | --- | --- | -------- |
| 1994年 | シムテック   | S941     | フォード V8 | G      | BRA DNQ | PAC 11 | SMR DNS | MON | ESP | CAN | FRA | GBR | GER | HUN | BEL | ITA | POR | EUR | JPN | AUS | NC  | 0        |

- 太字はポールポジション、斜字はファステストラップ。(key)